# Hesperocorixa minor
Hesperocorixa minor är en insektsart som först beskrevs av Abbott 1913.  Hesperocorixa minor ingår i släktet Hesperocorixa och familjen buksimmare. Inga underarter finns listade i Catalogue of Life.